# Yacouba Sylla (Fußballspieler)
Yacouba Sylla (* 29. November 1990 in Étampes) ist ein ehemaliger malisch-französischer Fußballspieler.

## Karriere

### Verein
Sylla kam als Sohn von malischstämmigen Eltern im französischen Étampes auf die Welt. Hier durchlief er von 1995 bis 2010 den Nachwuchs diverse Vereine, ehe er 2010 bei Clermont Foot in den Profikader aufgenommen wurde. Für diesen Verein spielte er dann die nachfolgenden drei Spielzeiten und wechselte zur Saison 2013/14 in die englische Premier League zu Aston Villa. Im Sommer 2014 lieh sein Verein ihn an den türkischen Erstligist Kayseri Erciyesspor für die Dauer von einer Saison aus. Anfang der Saison 2015/16 wechselte er zu Stade Rennes. Im Juli 2016 wurde er dann für eine Spielzeit an den HSC Montpellier und sofort nach Ablauf für ein weiteres halbes Jahr an Panathinaikos Athen verliehen. In der Winterpause 2017/18 folgte dann der Wechsel zum belgischen Erstligisten KV Mechelen. Weitere Stationen waren anschließend Strømsgodset IF, CFR Cluj, Mouloudia d’Oujda und der SC Bastia. Ab dem Sommer 2022 stand er beim rumänischen Erstligisten FC Botoșani unter Vertrag und wechselte 2023 nach Belgien zu Royal Excelsior Virton, den er nach einem halben Jahr im Sommer 2023 wieder verließ.

### Nationalmannschaft
Sylla spielte am 24. März 2011 ein Mal für die Französische U-21-Nationalmannschaft in einem Testspiel gegen Spanien (3:2). Dann entschied er sich 2013, seine Karriere in der Malischen A-Nationalmannschaft fortzusetzen und gab dort am 9. Juni sein Debüt in der WM-Qualifikation gegen Ruanda (1:1). In den folgenden vier Jahren absolvierte Sylla insgesamt 34 Partien und er nahm 2015 sowie 2017 am Afrika-Cup teil.

## Erfolge
- Belgischer Pokalsieger: 2019
- Rumänischer Meister: 2020